# Allan Purvis
Pour les articles homonymes, voir Purvis.
Allan « Al » Ruggles Purvis (né le 9 janvier 1929 à Trochu (Alberta), mort le 13 août 2009 à Vancouver) est un joueur canadien de hockey sur glace.

## Carrière
Il déménage avec sa famille à Calgary et est élève de la Western Canada High School. Il joue pour les Buffaloes de Calgary, équipe junior.
Alors que les Blackhawks de Chicago, équipe de la Ligue nationale de hockey, veulent le recruter, il choisit plutôt les Mercurys d'Edmonton à 19 ans. Les Mercury sont parrainés par Waterloo Mercury, un concessionnaire automobile local dont le propriétaire embauche d'abord Purvis qui fait venir d'autres joueurs de l'équipe,,. Purvis, un défenseur, est le capitaine adjoint de l'équipe deux ans après son arrivée dans l'équipe. Bien que mieux connu pour ses capacités de contrôle, Purvis est un buteur.
Les Mercurys remportent le championnat de la Western Intermediate League et sont sélectionnés pour représenter le Canada au Championnat du monde 1950 à Londres, où les Mercurys remportent la médaille d'or, remportant les sept matchs qu'ils disputent dans le tournoi et devançant leurs adversaires par une marge de 88 à 5,.
En juillet 1951, le président de l'Association canadienne de hockey amateur, Doug Grimston, annonça que les Mercurys représenteront le Canada au hockey sur glace aux Jeux olympiques de 1952 à Oslo. L'équipe parcourt l'Europe pendant trois mois, jouant une cinquantaine de matchs et remportant la première Coupe Ahearne. Le Canada devient champion olympique. Purvis dispute huit matchs et deux buts.
Après la victoire olympique, Purvis arrête sa carrière sportive et retourne chez le concessionnaire. Il gravit les échelons au cours de ses 50 années au sein de l'entreprise, devenant directeur des ventes, puis propriétaire et directeur général de l'entreprise. Après que Purvis prend sa retraite en 2002, son fils Randall lui succède comme concessionnaire,.
Purvis est directeur des Eskimos d'Edmonton, équipe de la Ligue canadienne de football (Edmonton remporte notamment cinq fois la Coupe Grey entre 1952 et 1960) et joue au baseball amateur pour les Cubs d'Edmonton et les Dodgers d'Edmonton.
Purvis meurt à 80 ans le 13 août 2009 à son domicile, des suites d'une maladie cardiaque. Il avait rencontré sa femme Jeanne alors qu'ils étaient au lycée et ils avaient deux filles et un fils. Il est le grand-père de la skieuse alpine américaine Laurenne Ross
En tant que membre de l'équipe olympique, Allan Purvis est intronisé au Panthéon et Musée des sports de l'Alberta en 1968 et au Temple de la renommée olympique du Canada en 2002.